# أنطون هانسن (رسام)
أنطون هانسن (بالدنماركية: Anton Hansen)‏ هو رسام ورسام كارتون دنماركي، ولد في 27 يونيو 1891 في Vedskølle ‏ في الدنمارك، وتوفي في 14 سبتمبر 1960.